# 조선민주주의인민공화국의 비핵화
조선민주주의인민공화국의 비핵화(영어: North Korea Nuclear Disarmament)는 국제사회가 북한이 핵무장을 포기하도록 하려는 일련의 노력들이다.

## 역사
유엔 등 국제사회는 모든 비핵 국가들의 핵무장에 반대한다. 1994년 1차 북핵위기 이래, 유엔은 많은 안보리 결의안을 통과시켜, 북한의 핵무장을 저지하고, 비핵화를 촉구했다. 그러나 북한은 핵무장 정책을 포기하지 않고 있다.
북한, 중국, 러시아는 북한 비핵화의 대가로 주한미군 철수 등의 한국과 미국의 군사력을 대폭적으로 줄여야 한다고 주장한다. 한미연합군의 군사력이 대폭적으로 줄지 않는 이상, 북한만 비핵화를 하여 군사력을 대폭적으로 줄일 수는 없다는 입장이다.
한국, 미국, 일본과 미국이 주도하고 있는 유엔 등 국제사회는 북한 핵무장에 대한 강력한 보복조치로 북한이 핵무기를 포기하도록 만든다는 입장이다. 일체의 한미연합군 전력감축은 없으며, 매우 강력한 보복조치를 단행하여, 1994년 1차 북핵위기 이전의 상태로 되돌린다는 입장이다.

## 6자회담
중국은 북한 비핵화에 대한 대안으로 6자회담을 제안했다. 2003년 8월 27일에 처음 개최되었으며, 2005년 9월 19일 9·19 공동성명이 발표되었으며, 2007년 2월 13일 2.13 합의가 이루어졌다.

## 통미봉남
김일성은 다 이긴 한국전쟁을 미군의 참전으로 패배하여 침략에 실패한 이후, 통미봉남 정책을 추진해 왔다. 자체 핵무기 및 탄도미사일 개발로 미국과 직접 대화해 남조선을 고립시키고, 미국과 북미 평화협정을 맺어 주한미군을 철수시킨 뒤 한반도를 적화통일 한다는 전략이다.
1973년 1월 27일, 프랑스 파리에서 북베트남, 남베트남, 미국 사이에 평화협정인 파리 협정 (1973년)을 체결해, 남베트남의 미군이 철수했으며, 미군 철수 직후 바로 북베트남이 재침공 하여, 남베트남이 멸망하고 공산화되었다. 김일성은 이 파리협정을 북미간에 체결하기를 원했다.

## CVID 원칙
CVID는 2002년 10월 3일 2차 북핵위기가 발생한 이후, 조지 W. 부시 행정부에서 정의한 비핵화 개념이다. 완전하고 검증가능하며 돌이킬 수 없는 폐기(Complete Verifiable Irreversible Dismantling)를 말한다.
2004년 2월 25일부터 28일까지 베이징 댜오위타이 국빈관에서 개최된 제2차 6자 회담에서, CVID 원칙이 북한을 제외한 다섯 나라에 의해 공식적으로 수용되었다.
2018년 4월 하순부터 1주일 동안 CIA 당국자와 미국 핵전문가 등 3명이 북한을 방문해 미북정상회담을 조율했다. 김정은 위원장은 CVID 원칙 준수 의사를 밝혔다. 대신 '체제보장, 미국과 국교정상화, 경제제재 해제 등'을 요구했다.

## 러시아 북핵 로드맵
2017년 5월 13일, 정세균 국회의장과 대통령 직속 기구인 북방경제협력위원회 송영길 위원장이 러시아 모스크바를 방문했다. 송의원이 대통령 특사 자격으로 방러했다. 모스크바 3상회의가 열렸던 장소에서 세르게이 라브로프 러시아 외무장관으로부터 북핵 해법이 담긴 3단계 로드맵 문서를 받아서, 문재인 대통령에게 전달했다. 러시아와 중국이 제안한 3단계 로드맵이며, 한국과 미국은 이 제안에 매우 부정적이다. 비핵화 국제법을 위반한 범죄자 북한을 단호하게 처벌해서 문제해결을 해야지, 괜히 한미연합군을 건드리면 더욱 국제평화가 깨진다고 인식한다.
3단계 절차는 다음과 같다:
- 1단계: 북한의 핵실험, 미사일 발사실험과 한미연합훈련 동시 중단
- 2단계: 북미 평화협정 체결
- 3단계: 군비통제, 주한미군 문제를 포함한 동북아 안보 다자협정 체결

## 북한 핵무장에 대한 보복조치

### 비군사적 보복조치
미국은 미국 의회의 입법, 대통령의 행정명령을 통한 독자 제재와, 유엔 안보리를 통한 유엔 차원의 제재를 가하여 북한의 비핵화 국제법 위반죄를 처벌하고 있다. 전세계와 북한간의 무역봉쇄를 통한 경제적 제재가 주된 수단이다.
인도가 비핵화 국제법을 위반하여 핵실험을 단행하자, 미국은 인도에 경제적 제재를 50년간 가했다. 오바마 정부가 경제봉쇄를 풀어주었다.

### 군사적 보복조치
북한에 핵무기가 없을 때 보다, 주한미군과 한국군의 전력을 대폭 강화하고 있다. 2004년 28,000명이던 주한미군이 2017년 현재 37,500명으로 9,500명 증가했다. 전세계에서 가장 최첨단 무기로 알려진 사드 1개 포대를 경상북도 성주군 주한미군 기지에 전격 배치했다. 미국 이외에는 세계 최초의 배치이다. 중국이 강력하게 반발했다.
러시아와의 조약으로 평시에는 핵무기를 탑재하지 않지만, 유사시에는 언제든지 핵무기를 탑재할 수 있는 B-1B 전략폭격기는, 단 한대만으로 북한을 전멸시킬 수 있다. 모든 핵폭격기의 국내 착륙을 금지한 1992년 1월 31일 한반도 비핵화 선언 이후, 최초로 오산 공군기지에 며칠 동안 착륙했다.
2017넌 9월 23일, 괌의 앤더슨 공군기지에서 이륙해 2시간만에 한국 동해에 도착한 B-1B 전략폭격기 2대는, 전후 최초로 NLL을 150 km 넘어 북한 핵실험장인 풍계리 130 km 지점까지 근접비행하여 무력시위를 했다. 새벽 1시에 실시된 무력시위에, 북한군은 레이다를 꺼놓고 접근 사실을 전혀 몰랐던 것으로 알려졌다. B-1B 전략폭격기는 스텔스 기능이 없다. 괌에서 한국까지가 2시간 거리인데, 공중급유를 받은 후 NLL을 북상해서 2시간을 비행했다. B-1B 전략폭격기에 24발 탑재하는 AGM-154 JSOW 정밀유도 폭탄이 사거리 130 km이다.
2017넌 12월 2일, 전세계에서 격추수단이 없다고 알려진, F-22 스텔스 전투기 6대가 광주 공군기지에 배치되었다. 광주 공군기지에서 440 km 떨어진 평양에 마하 2.25의 속도로 11분간 비행하여, 히로시마 원폭(13 kt)의 26배인 340 kt 폭발력인 B61 수소폭탄 2발을 투하할 수 있다. 레이다에 포착되지 않는다. F-22 스텔스 전투기 6대면 히로시마 원폭 312발 분량을 야간에, 레이다 포착없이, 평양에 기습적으로 핵공격할 수 있다.

## 핵실험 중지
2017년 9월 15일, 중국은 북한이 추가 핵실험을 중지하면 5가지 혜택을 제공하겠다고 밝혔다. 9월 3일 북한 6차 핵실험 직후에 중국 정부의 공식 반응이다.
1. 북한 정권 안정과 북한 국민 생활 수준 향상을 위해 대북 경제무역을 대폭 확대하고, 국제사회 제재와 관련해서는 핵실험과 명확하게 관련된 것을 제외하고는 상징적인 수준에서 처리 혹은 처벌한다.
2. 중국내 북한 기업 설립 금지 사안에 연관해서는 국유 대북무역중개기구나 제3국을 통한 설립은 제한하지 않는다.
3. 북한 민생과 기초 인프라 건설에 대한 대북 원조와 연관해 2018년 대북 지원자금을 전년 대비 15% 늘리고 향후 5년 동안 지원금 증가율이 10%보다 적지 않도록 보장한다.
4. 북한과의 은행 거래 중단은 중앙 직속 국유은행과 일부 지역 은행에만 국한한다.
5. 북한의 안정 유지 능력 강화를 돕는다. 중국군의 중단거리탄도미사일, 집속탄 등 분야의 첨단 군사과학기술을 북한에 제공할 수도 있다고 약속한다.[4]

## 3차 남북정상회담
2018년 3월 5일, 문재인 대통령의 특사단이 방북했다. 특사단은 장관급(정의용 청와대 국가안보실장, 서훈 국정원장)과 차관급(천해성 통일부 차관, 김상균 국정원 2차장), 1급(윤건영 청와대 국정상황실장)의 5명이며, 실무진을 포함 10명으로 구성되었다.
김정은 위원장은 4월말 3차 남북정상회담 개최에 동의하면서, 북한에 대한 군사적 위협이 해소되고, 북한의 체제 안전이 보장되면, 이렇게 두 가지를 조건부로 비핵화를 하겠다고 천명했다.
특사단의 수석특사인 정의용 청와대 국가안보실장은 북한의 핵 실험과 미사일 실험의 모라토리엄(잠정 중단) 의사를 전하면서 "북측은 핵무기는 물론 재래식 무기를 남측을 향해 사용하지 않을 것임을 확약했다"고 밝혔다. 남북한은 이미 1991년 채택한 남북기본합의서에서 '남북 불가침'에 합의하여 재래식 무기 공격 금지를 하지 않기로 했지만, 사문화되어왔다. 그리고 2018년 4월 21일 조선중앙통신이 김정은 위원장이 핵 중단을 공식적으로 선언했다고 보도했다.

## 2018년 북미정상회담
2018년 3월 8일, 도널드 트럼프 대통령은 백악관을 방문하여 회담결과를 보고하는 정의용 국가안보실장에게 1차 북미정상회담을 승낙했다. 해방 이후 최초의 북미정상회담이다.

## 연표
- 2016년 6월, 도널드 트럼프 미국 공화당 대선예비후보는 애틀랜타 경선 유세에서 "김정은과 햄버거를 먹으면서 협상하겠다"고 말했다.
- 2017년 5월 13일, 러시아가 북한 비핵화 로드맵을 한국 정부에 전달했다. 중국이 함께 제안했다.
- 2017년 9월 15일, 중국은 북한이 추가 핵실험을 중지하면 상당한 무역 허가 등 5가지 혜택을 주겠다고 제안했다.
- 2018년 3월 31일, 폼페이오 국무장관 지명자 겸 CIA 국장이 평양을 비밀방문했다. 올브라이트 국무장관 이후 18년만에 방문이다. 오산공군기지에서 평양으로 항공기 직항노선편으로 갔다.[7]
- 2018년 4월 20일, 노동당 중앙위원회 제7기 3차 전원회의를 평양에서 열었다. 21일부터 핵시험과 대륙간탄도로켓(ICBM) 시험발사를 중지하며, 핵시험 중지를 투명성있게 담보하기 위하여 공화국 북부 핵시험장을 폐기할 것이라는 결의를 만장일치로 채택했다.[8]

## 같이 보기
- 1차 북핵위기
- 2차 북핵위기
- 리비아의 비핵화
- CVIG